# Cedarville (Kalifornia)
Cedarville – jednostka osadnicza w Stanach Zjednoczonych, w stanie Kalifornia, w hrabstwie Modoc.